# Samoa aux Jeux olympiques d'été de 2008
Les Samoa participent aux Jeux olympiques d'été de 2008 à Pékin. Il s'agit de leur 7e participation à des Jeux d'été.
Le pays obtient à ces Jeux la première médaille olympique de son histoire. Dans l'épreuve d'haltérophilie dames de + de 75 kg, la Samoane Ele Opeloge termine initialement quatrième, mais deux des médaillées (d'argent et de bronze) sont déchues pour dopage en 2016. La médaille d'argent est alors attribuée officiellement et rétrospectivement à l'athlète samoane.

## Liste des médaillés
| Sport                  | Discipline        | Sportifs    | Performance |
| Médailles d'argent : 1 |                   |             |             |
| Haltérophilie          | Plus de 75 kg (F) | Ele Opeloge | 269 pts     |

## Athlètes engagés

### Athlétisme
Hommes
- 800m
  - Aunese Curreen

#### Hommes
| euve       | Athlète        | Séries      | Séries | Quarts de finale | Quarts de finale | Demi-finales | Demi-finales | Finale   | Finale |
| euve       | Athlète        | Résultat    | Rang   | Résultat         | Rang             | Résultat     | Rang         | Résultat | Rang   |
| ---------- | -------------- | ----------- | ------ | ---------------- | ---------------- | ------------ | ------------ | -------- | ------ |
| 800 mètres | Aunese Curreen | 1 min 47.45 | 6e     | -                | -                | -            | -            | -        | -      |

#### Femmes
| Epreuve           | Athlète        | Séries   | Séries | Quarts de finale | Quarts de finale | Demi-finales | Demi-finales | Finale   | Finale |
| Epreuve           | Athlète        | Résultat | Rang   | Résultat         | Rang             | Résultat     | Rang         | Résultat | Rang   |
| ----------------- | -------------- | -------- | ------ | ---------------- | ---------------- | ------------ | ------------ | -------- | ------ |
| Lancer du javelot | Serafina Akeli | 49,26m   | 23e    | -                | -                | -            | -            | -        | -      |

### Boxe
- Satupaitea Farani Tavui

| Athlète       | Catégorie               | 16e de finale           | 8e de finale        | Quart de finale     | Demi-finale         | Finale              |
| Athlète       | Catégorie               | Adversaire Résultat     | Adversaire Résultat | Adversaire Résultat | Adversaire Résultat | Adversaire Résultat |
| ------------- | ----------------------- | ----------------------- | ------------------- | ------------------- | ------------------- | ------------------- |
| Farani Tauu'i | Poids mi-lourds (-81Kg) | Sivolija Défaite RSCH 3 | -                   | -                   | -                   | -                   |

### Canoe/Kayak
| Athlète          | Compétition | Éliminatoires  | Éliminatoires | Demi-finales   | Demi-finales | Finale A | Finale A |
| Athlète          | Compétition | Temps          | Rang          | Temps          | Rang         | Temps    | Rang     |
| ---------------- | ----------- | -------------- | ------------- | -------------- | ------------ | -------- | -------- |
| Rudolph Williams | K1 500m     | 1 min 47 s 839 | 8e            | DNS            | /            | -        | -        |
| Rudolph Williams | K1 1000m    | 4 min 00 s 784 | 7e            | 4 min 04 s 658 | 9e           | -        | -        |

### Haltérophilie
- Ele Opeloge

### Natation
- Emma Hunter, 17 ans, a été la première femme à nager pour le Samoa aux Jeux olympiques. Elle a participé dans des compétitions de nage libre et de papillon.

### Tir à l'arc
- Joseph Walter a été le premier archer samoan à disputer aux Jeux olympiques.